# Коир
Коир (в верховье Караайры) — река в России, протекает по Кош-Агачскому району Республики Алтай. Устье реки находится в 37 км от устья реки Аргут по левому берегу. Длина реки составляет 22 км.

## Притоки
- 12 км: Сулуайры
- 14 км: Балтырган

## Данные водного реестра
По данным государственного водного реестра России относится к Верхнеобскому бассейновому округу, водохозяйственный участок реки — Катунь, речной подбассейн реки — Бия и Катунь. Речной бассейн реки — (Верхняя) Обь до впадения Иртыша.